# L'Instinct du mal
L'Instinct du mal (The Scarpetta Factor, dans l'édition originale en anglais) est un roman policier et thriller américain de Patricia Cornwell publié en 2009. C'est le dix-septième roman de la série mettant en scène le personnage de Kay Scarpetta.

## Résumé
Kay Scarpetta travaille à mi-temps à l'Institut médico-légal de New York et participe à une émission sur CNN sur les enquêtes criminelles. Une joggeuse est retrouvée morte assassinée dans Central Park, une femme célèbre disparaît à bord d'un taxi et Benton est harcelé par une ancienne patiente.

## Éditions
Édition originale américaine
- (en) Patricia Cornwell, The Scarpetta Factor, New York, G. P. Putnam's Sons, 25 octobre 2009, 494 p. (ISBN 978-0-399-15639-7, LCCN 2009032570)

Éditions françaises
- Patricia Cornwell et Andrea H. Japp (traductrice) (trad. de l'anglais), L'Instinct du mal : roman [« The Scarpetta Factor »], Paris, Éditions des Deux Terres, 24 mars 2010, 501 p. (ISBN 978-2-84893-082-4, BNF 42155018)
- Patricia Cornwell et Andrea H. Japp (traductrice) (trad. de l'anglais), L'Instinct du mal [« The Scarpetta Factor »], Paris, Librairie générale française, coll. « Le Livre de poche Thriller » (no 62149), 30 mars 2011, 662 p. (ISBN 978-2-253-13414-5, BNF 42551674)